# Cowiea philippinensis
Cowiea philippinensis är en måreväxtart som beskrevs av Elmer Drew Merrill. Cowiea philippinensis ingår i släktet Cowiea och familjen måreväxter.
Artens utbredningsområde är Filippinerna. Inga underarter finns listade i Catalogue of Life.